# Performance status
Con performance status si indica lo stato di validità generale di un paziente, in pratica corrisponde ad una valutazione delle condizioni generali. Anche in Italiano, in assenza di una traduzione adeguata, si usa l'espressione Inglese. Viene utilizzato molto frequentemente in oncologia, ma il concetto si estende anche ad altre branche della medicina.

## Scale di valutazione
Esistono vari sistemi di punteggio. Le più utilizzate sono la scala di Karnofsky e la scala di Zubrod, quest'ultima utilizzata nelle pubblicazioni dell'Organizzazione mondiale della sanità. Per i bambini viene utilizzato la scala di Lansky. Un altro sistema comune è la scala ECOG (Eastern Cooperative Oncology Group). 
I sistemi di punteggio parallelo includono la scala di valutazione globale del funzionamento (GAF), che è stato incorporato come quinto asse del Manuale diagnostico e statistico di psichiatria (DSM).

### Scala di Karnofsky
La scala di Karnofsky o Karnofsky performance score (KPS) è stata progettata per misurare il livello di attività del paziente e i requisiti di assistenza medica. Inoltre, è anche una misura generale del grado d'indipendenza del paziente ed è stata ampiamente utilizzata come valutazione generale del paziente con cancro.
Essa assegna un punteggio che va da 100 a 0, dove 100 corrisponde ad una salute "perfetta" e 0 è morte. Da più di 60 anni il Karnofsky performance status (KPS) si è dimostrato uno strumento prezioso con cui eseguire misurazioni e confronti tra gli stati funzionali dei singoli pazienti.
I professionisti a volte assegnano punteggi di performance tra intervalli standard di 10. Questo sistema di punteggio prende il nome dal Dr. David A. Karnofsky, che ha descritto la scala con il Dr. Walter H. Abelmann, il Dr. Lloyd F. Craver e il Dr. Joseph H. Burchenal nel 1948.
Lo scopo principale del suo sviluppo era di consentire ai medici di valutare la capacità di un paziente di sopravvivere alla chemioterapia per il cancro.
Oggi è applicato ad una serie di patologie e condizioni cliniche.
| 100 % | Nessun disturbo, nessun segno di malattia.                                   |
| 90 %  | Possibili le normali attività, Sintomatologia molto sfumata.                 |
| 80 %  | Normali attività possibili con difficoltà. Sintomi evidenti.                 |
| 70 %  | Cura di se stessi. Normali attività e lavoro non possibili.                  |
| 60 %  | Necessario qualche aiuto, indipendente nei bisogni personali.                |
| 50 %  | Aiuto spesso necessario, richiede frequenti cure mediche.                    |
| 40 %  | Disabile. Necessario un aiuto qualificato.                                   |
| 30 %  | Severamente disabile. Ospedalizzazione necessaria ma senza rischio di morte. |
| 20 %  | Estremamente malato. Richieste misure intensive di supporto alla vita.       |
| 10 %  | Moribondo. Processi di malattia fatali rapidamente progressivi.              |
| 0 %   | Morte.                                                                       |

### Scala ECOG / WHO / Zubrod
Il punteggio del gruppo ECOG (Eastern Cooperative Oncology Group) (pubblicato da Oken et al. nel 1982), chiamato anche punteggio OMS o Zubrod (dopo C. Gordon Zubrod), va da 0 a 5, con 0 che indica la salute perfetta e 5 la morte: 
Il suo vantaggio rispetto alla scala Karnofsky sta nella sua semplicità; sono di fatto intercambiali come strumento prognostico.
| 0 | Asintomatico (completamente attivo, in grado di svolgere tutte le attività di predisposizione senza restrizioni) |
| 1 | Sintomatico ma completamente ambulatoriale (limitato in attività fisicamente faticose ma ambulatoriale e in grado di eseguire lavori di natura leggera o sedentaria. Ad esempio lavori domestici leggeri, lavori d'ufficio) |
| 2 | Sintomatico, <50% a letto durante il giorno (Deambulante e capace di prendersi cura di sé, ma incapace di svolgere qualsiasi attività lavorativa. Fino a circa il 50% delle ore di veglia)                                  |
| 3 | Sintomatico,> 50% a letto, ma non relegato (Capace solo di cura di sé limitata, limitato al letto o alla sedia 50% o più delle ore di veglia)                                                                               |
| 4 | Relegato a letto (completamente disabilitato. Non è possibile eseguire alcuna cura personale. Totalmente limitato al letto o alla sedia)                                                                                    |
| 5 | Morte. |

#### Confronto
Le due scale procedono in senso inverso: le condizioni generali del paziente peggiorano al diminuire del Karnofsky ed all'aumentare della scala ECOG. 
Una traduzione tra le scale di Zubrod e Karnofsky che funziona particolarmente bene per i pazienti sani è stata validata in un ampio campione di pazienti affetti da carcinoma polmonare:
Zubrod 0–1 è uguale a Karnofsky 80–100
Zubrod 2 è uguale a Karnofsky 60–70
Zubrod 3–4 è uguale a Karnofsky 10–50

### Scala di Lansky
Per i bambini, che potrebbero avere più problemi nell'esprimere la loro qualità di vita vissuta, si richiede un sistema di punteggio leggermente più osservazionale; questa scala fu suggerita e validata da Lansky et al. nel 1987:
| 100 % | Completamente attivo, normale.                                                                                             |
| 90 %  | Restrizioni minori nell'attività fisica faticosa.                                                                          |
| 80 %  | Attivo, ma si stanca più rapidamente.                                                                                      |
| 70 %  | Maggiore restrizione del gioco e meno tempo trascorso in attività di gioco                                                 |
| 60 %  | Su e intorno, ma il gioco attivo minimo; si tiene impegnato partecipando ad attività più tranquille.                       |
| 50 %  | Attivo per gran parte della giornata, ma si veste; nessun gioco attivo partecipa a tutti i giochi e le attività tranquille |
| 40 %  | Principalmente a letto; partecipa ad attività tranquille                                                                   |
| 30 %  | Relegato a letto; bisogno di assistenza anche per giocare in silenzio                                                      |
| 20 %  | Dorme spesso; svolgimento del tutto limitato ad attività molto passive                                                     |
| 10 %  | Non gioca; non si alza dal letto                                                                                           |
| 0 %   | Non risponde |

## Valutazione
Le due scale sono apparentemente semplicistiche, in realtà consentono di valutare in modo pratico le condizioni del paziente ed in qualche modo di "quantificarle" per consentire di formulare una prognosi attendibile e quindi di scegliere il trattamento più adatto evitando per quanto possibile forme di accanimento terapeutico. È infatti raro che un paziente con un performance status compromesso dalla malattia di base possa trarre beneficio da una terapia antitumorale specifica anche se specialmente con i nuovi trattamenti immunoterapici o con le terapie "target"  è possibile trattare con ragionevoli speranze di dare un beneficio anche pazienti che a causa delle loro condizioni generali non sono candidabili alla chemioterapia "tradizionale".
Il fatto che un paziente sia in condizioni generali scadute e non abbia una ragionevole aspettativa di avere un beneficio dalla chemioterapia antitumorale non vuol dire che quel paziente debba essere abbandonato, ma che per quel paziente è più utile concentrarsi sulle terapie di supporto (a cominciare, quando utile, dalla terapia del dolore). Ci sono poi delle condizioni in cui per il paziente il fatto di ricevere un trattamento antitumorale rappresenta comunque un elemento rilevante dal punto di vista psicologico, ed in questo caso sarà possibile scegliere un trattamento che abbia una bassa incidenza di effetti tossicità, che sia pratico per il paziente e per i familiari (per esempio usando farmaci orali), che non richieda frequenti esami di controllo e che (ci sia consentito aggiungerlo!) non sia eccessivamente costoso per il Servizio Sanitario Nazionale.
La valutazione del performance status rappresenta un passaggio necessario anche per l'inserimento dei pazienti negli studi clinici per la valutazione della efficacia di nuovi trattamenti antitumorali: i pazienti in condizioni generali inadeguate venivano tradizionalmente esclusi dalla partecipazione a questi studi proprio a causa della loro breve aspettativa di vita.